# Меткалф, Харриет
Харриет «Холли» Моррис Меткалф (англ. Harriet "Holly" Morris Metcalf; род. 25 марта 1958, Провиденс) — американская гребчиха, выступавшая за сборную США по академической гребле в 1980-х годах. Чемпионка летних Олимпийских игр в Лос-Анджелесе, серебряная и бронзовая призёрка чемпионатов мира, победительница многих регат национального и международного значения. Также известна как тренер по гребле.

## Биография
Харриет Меткалф родилась 25 марта 1958 года в городе Провиденс, штат Род-Айленд.
Занималась греблей во время обучения в Колледже Маунт-Хольок, позже проходила подготовку в гребной команде Гарвардского университета.
Первого серьёзного успеха на взрослом международном уровне добилась в сезоне 1981 года, когда вошла в основной состав американской национальной сборной и побывала на чемпионате мира в Мюнхене, откуда привезла награду бронзового достоинства, выигранную в зачёте распашных рулевых четвёрок — в финале пропустила вперёд только экипажи из Советского Союза и Восточной Германии.
В 1982 году на мировом первенстве в Люцерне дважды поднималась на пьедестал почёта: выиграла серебряные медали в рулевых четвёрках и восьмёрках.
На чемпионате мира 1983 года в Дуйсбурге вновь стала серебряной призёркой в восьмёрках.
Благодаря череде удачных выступлений удостоилась права защищать честь страны на домашних летних Олимпийских играх 1984 года в Лос-Анджелесе — в составе экипажа, куда также вошли гребчихи Бетси Бирд, Кристен Торснесс, Кэрол Бауэр, Кэри Грейвз, Джинн Флэнаган, Кэти Килер, Кристин Норелиус и Ширил О’Стин, обошла всех своих соперниц в восьмёрках, в том числе почти на секунду превзошла ближайших преследовательниц из Румынии, и тем самым завоевала золотую олимпийскую медаль.
После лос-анджелесской Олимпиады Меткалф осталась в составе гребной команды США на ещё один олимпийский цикл и продолжила принимать участие в крупнейших международных соревнованиях. Так, в 1986 году она выступила на чемпионате мира в Ноттингеме, где в программе восьмёрок финишировала четвёртой.
В 1987 году в восьмёрках выиграла серебряную медаль на мировом первенстве в Копенгагене, уступив в финале только команде из Румынии.
Завершив спортивную карьеру, занялась тренерской деятельностью. Участвовала в подготовке женщин американской сборной к чемпионату мира в Тасмании. В 2002 году запустила гребную программу WeCanRow, направленную на реабилитацию женщин, переживших онкологические заболевания. Работала тренером в женской гребной команде Массачусетского технологического института. Член женского спортивного Зала славы Новой Англии, Зала славы штата Мэн и женского Зала славы Род-Айленда.